# بریانا باتلر
بریانا باتلر (انگلیسی: Brianna Butler؛ زادهٔ ۱۳ فوریهٔ ۱۹۹۴) بازیکن بسکتبال اهل ایالات متحده آمریکا است.